# Drottning Kleopatra
Drottning Kleopatra (engelska: Queen Cleopatra) är en amerikansk dramadokumentärserie från 2023 vars första säsong består av 4 avsnitt. Den hade premiär på Netflix den 10 maj 2023. Serien är regisserad av Tina Gharavi och Victoria Adeola Thomas. Serien har fått kritik från egyptiskt håll som menar att det är fel att en svart kvinna ska porträttera Kleopatra.

## Handling
Serien kretsar kring Kleopatra som var Egyptens sista farao. Serien följer hur hon bland annat kämpar för att bevara sin tron och sin familj. Serien innehåller rekonstruktioner och intervjuer med experter.

## Roller i urval
- Adele James – Kleopatra
- Jada Pinkett Smith –
- Craig Russell – Marcus Antonius
- Nada El Belkasmi – Octavia den yngre
- Sami Fekkak
- Greg Lockett
- Philip Walker